# Флеш: Відродження
«Флеш: Відродження» (англ. The Flash: Rebirth) — обмежена серія коміксів із шести випусків, яку щомісяця випускало видавництво DC Comics. Автор сценарію — Джефф Джонс, художник — Ітан Ван Скайвер. У серії представлені персонажі з майже 70-річної історії коміксів про Флеша.
Це вже друга серія з циклу «Відродження», яку видало DC: першою була «Зелений Ліхтар: Відродження» (2005), що повернула до всесвіту героя Гела Джордана, Зеленого Ліхтаря. Перший випуск The Flash: Rebirth вийшов 1 квітня 2009 року. Спочатку планувалося п’ять випусків, однак серію продовжили до шести.
Сюжет зосереджений на поверненні до життя Баррі Аллена — Флеша Срібної доби коміксів, який вперше з’явився після тривалої відсутності в масштабній події Final Crisis (2008).

## Сюжет
Сюжет починається з того, що таємничий нападник, озброєний списом із наконечником у формі блискавки, вбиває двох судмедекспертів у Централ-Сіті та відтворює хімічний інцидент, що колись надав Баррі суперсилу. Тим часом Флеші з різних поколінь по-різному реагують на повернення Баррі: хтось з радістю, хтось із підозрою.
Баррі намагається осмислити події, що сталися за час його відсутності, і поступово втрачає спогади, пов’язані зі Спідфорсом. Коли він торкається злодія Савітара, той миттєво розпадається на пил, що викликає небезпечний енергетичний сплеск серед усіх спідстерів. Баррі дізнається, що його власна енергія стала руйнівною для інших, і щоб не нашкодити друзям, вирішує повернутися до Спідфорсу. Його намагаються зупинити, але він все ж проривається крізь часовий бар'єр.
Усередині Спідфорсу Баррі бачить своє минуле, втрачає індивідуальність, але завдяки загадковому голосу повертає пам’ять. Він знаходить там інших спідстерів — Макса Меркурія і Джонні Квіка. Джонні гине, а Макс розкриває правду: саме Баррі створив Спідфорс завдяки своїм рухам упродовж життя. Виявляється, за всім стоїть професор Зум (Еобард Тон), відомий як Зворотній Флеш, який створив власний «негативний» Спідфорс і отруїв основне джерело сили швидкісних героїв.
Зум зізнається, що саме він маніпулював подіями, щоб повернути Баррі до життя, і винен у всіх головних трагедіях його життя — включно з вбивством матері. Він планує змінити хід історії, вбивши Айріс до того, як вона зустріла Баррі. Щоб зупинити його, Баррі й Воллі вирушають у минуле, де встигають врятувати Айріс і зупиняють Тона, скинувши його у пристрій, який позбавляє його зв'язку з Негативним Спідфорсом.
Після перемоги всі Флеші об’єднуються: Ірей Вест стає новою Імпульс, Джессі Чемберс активує силу за формулою Джонні Квіка, а Воллі оновлює свій костюм. Баррі офіційно повертається, закриває справу про вбивство своєї матері та бере на себе всі нерозкриті справи. У той час лиходії готуються до нових конфліктів, натякаючи на майбутнє протистояння.

## Персонажі
- Баррі Аллен / Флеш — головний герой, який повертається до життя після подій Final Crisis. Його історія, внутрішні сумніви та боротьба із впливом Негативного Спідфорсу лежать в основі сюжету.
- Еобард Тон / Професор Зум / Зворотній Флеш(інші мови) — головний антагоніст серії, який створює Негативний Спідфорс і намагається знищити спадок Баррі, змінюючи його минуле.
- Воллі Вест / Флеш — наступник Баррі, який раніше був основним Флешем. Підтримує Баррі, допомагає у боротьбі з Зумом і виступає як емоційне ядро родини спідстерів.
- Макс Меркурій(інші мови) — досвідчений спідстер, який довгий час був втраченим у Спідфорсі. Повертається до світу завдяки Баррі та Воллі.
- Барт Аллен / Кід Флеш(інші мови) — онук Баррі, скептично ставиться до його повернення, але зрештою об'єднується з родиною.
- Джессі Чемберс / Джессі Квік — донька Джонні Квіка, успадковує його силу та формулу швидкості, відіграє ключову роль у фінальній битві.
- Айріс Вест-Аллен(інші мови) — дружина Баррі, емоційний орієнтир героя, слугує «громовідводом», який тримає його прив’язаним до реальності.
- Ірей Вест / Імпульс — донька Воллі Веста, яка проявляє потенціал справжньої спідстерки та стає новою Імпульс.
- Джей Ґаррік / Флеш(інші мови) — перший Флеш, старший наставник родини спідстерів, активно підтримує Баррі.
- Гел Джордан / Зелений Ліхтар — близький друг Баррі, допомагає йому емоційно адаптуватися до повернення.

## Сприйняття
Перший випуск The Flash: Rebirth миттєво розійшовся в день релізу, повністю розпродавшись через Diamond Comics Distributors. Видавництво негайно замовило друге видання з альтернативною обкладинкою, яке вийшло 29 квітня 2009 року. Згодом було анонсовано третє, четверте й п’яте перевидання, а також повторний друк другого випуску.
Серія отримала позитивні відгуки від критиків. Видання Newsarama відзначило, що Джефф Джонс вдало розкриває характер Баррі Аллена — як героя, який твердо вірить у чіткий поділ добра і зла, на відміну від більш зухвалого та імпульсивного Гела Джордана. Разом із тим, Rebirth викликала суперечки в фанатській спільноті: дехто вважав, що повернення Баррі Аллена знецінює жертву його смерті у Crisis on Infinite Earths, а також загрожує статусу Воллі Веста — тодішнього Флеша, якого підтримувала велика кількість читачів. Цю тему навіть підхопив антагоніст серії, Зум, заявивши, що хоче свідомо зруйнувати образ героя-мученика, який створили навколо Баррі.
Попри успіх у продажах, серія зазнала численних затримок. Якщо перші три випуски виходили за графіком, то четвертий запізнився майже на місяць, а п’ятий — вийшов лише в кінці листопада 2009 року. Фінальний шостий випуск неодноразово переносили: спершу з грудня на січень, потім на лютий, і врешті він вийшов 24 березня 2010 року.